# Àrea Residencial Estratègica
Una Àrea Residencial Estratègica (ARE): és un sector urbanitzable existent en diversos municipis de Catalunya, en zones ben comunicades, dotats dels serveis necessaris, amb una qualitat urbanística garantida i on la meitat, com a mínim, dels seus habitatges seran de protecció. El fet que la seva concreció es faci mitjançant la redacció de plans directors urbanístics d'abast supramunicipal permet també ordenar els creixements urbans d'acord amb el planejament territorial, tot garantint la coherència amb les previsions en matèria d'habitatge i assegurant la participació dels ajuntaments.